# Sabit Alaudin Užičanin
Sabit Alaudin Užičanin ili Alaudin Ali (Užice ili Šeher Užice oko 1650 – Istanbul 1712) je bio turski osmanski pesnik, sufijske orijentacije. Bejtić, Alija (1974).
Školovao se u rodnom gradu Užicu, tada delu bosanskog ejaleta, potom u Carigradu, gde je dugo službovao na različitim državnim i verskim poslovima. Smatra se da je ispred turske carske vlasti učestvovao u delegaciji koja je potpisala Karlovački mir 1699. godine. Dugo godina službovao je u Sarajevu (kadija, muftija, bosanski mula), gde je stvorio kulturni krug i posebno uticao na drugog poznatog sufi pesnika, Mehmeda Rešida (Rašida).
Napisao je Divan, sa više od 600 pesama, epsku pesmu Zafernamu od 426 stihova i nedovršeni ljubavni spev Edhem i Huma. Za njegovo najbolje delo smatra se Miradžija, koji je ostao nedovršen. Zafernama se u turskoj književnosti ubraja u najznačajnije delo cele te epohe. Njegova poezija osim što obiluje sufi mistikom (po kojoj je čovek - Nur - odblesak božanske svetlosti), smatra se originalnom u stilu i jeziku, jer ne pati od kićenosti svojstvene drugim pesnicima epohe. Pored toga što slavi boga, Alaudin je opevao i društvene prilike i životnu stvarnost tog perioda.
Umro je u oskudici a slavu je stekao posmrtno. Bosanskohercegovačka književnost ubraja ga u stvaraoce, koji su pisali na orijentalnim jezicima.

## Citat
```
"Kad ajete iz Kur'ana o boju razjasni ondare
će vojnicima ovaj govor krasni:
"Vitezovi, počujte me, da vam kažem jasno -
Na crnu ste zemlju došli, da pomrete časno.
Nit je ovaj svijet vječan ni naklonost neba,
Il'gazija ili šehit svakom biti treba.
Kad ćemo jos dočekati 'vaki Bajram jedan?
Ko pogine, bit će šehit, ko ostane sretan.

Čujte, braćo, znamenit je dan današnji za nas,
Junački je ovo Bajram, slavni pir je danas.
Gazije ce časno ime u narodu steći,
A šehiti u rajske će đulistane preći."
Kad u vojsci vriska nasta, trese se od zora
Na površju zemaljskome devet slavnih gora.
Ta krvava suza kamen u rubin pretvara.
I crvene se kajike po poljima stvara."
```

(Kad ajete...', prepev s turskog: Safvet-beg Bašagić)

## Literatura
- M. Handžić, Miradžija Sabita Užičanina

## Spoljašnje veze
- Суфијске странице
- Mali rečnik sufijskih izraza Архивирано на веб-сајту  (10. новембар 2006)
- Islam i duhovni život: sufizam (Roger Garaudy)
- Sedam pitanja o sufizmu (Rusmir Mahmutćehajić)